# 2.º Ejército Panzer
El 2.º Ejército Panzer (en alemán: 2. Panzerarmee) fue una gran formación dentro de las unidades blindadas del Heer (Ejército) alemán durante la Segunda Guerra Mundial.

## Formación
Sus orígenes se encontraban en el Grupo Panzer Guderian (Panzergruppe Guderian), que recibía el nombre de su comandante Heinz Guderian, y 2° Grupo Panzer (Panzergruppe 2), que desempeñó un papel importante en el éxito inicial de la guerra relámpago en la Operación Barbarroja.
El 2.° Ejército Panzer se formó el 16 de noviembre de 1940 a partir del XIX Cuerpo de Ejército.

## Historial de operaciones
El 2.º Grupo Panzer formaba parte del Grupo de Ejército Centro durante la Operación Barbarroja, la invasión de la Unión Soviética. El 2.º Ejército Panzer de Guderian formaba la pinza sur del Grupo de Ejércitos mientras que el 3.º Ejército Panzer de Hoth formaba la pinza norte destruyendo varios ejércitos soviéticos durante la primera fase de la Operación Barbarroja. Durante las batallas de Bialystok  Minsk fueron capturados substanciales números de prisioneros y fue capturado numeroso armamento.
Con grandes pérdidas en hombres y equipos, las fuerzas alemanas avanzaron en más profundidad en la Unión Soviética. La temporada de la rasputitsa (literalmente "sin carreteras", debido a las fuertes lluvias y los caminos embarrados) empezó a enlentecer el progreso de la formación a unos pocos kilómetros al día. La rasputitsa no era un fenómeno inhabitual, pero la Wehrmacht no estaba preparada para esta contingencia ya que el alto mando alemán esperaba que el Ejército alemán estaría en Moscú y más allá para este tiempo, con la campaña terminada antes del fin del verano. Después de Minsk, los 2.º y 3.º Ejércitos Panzer capturaron Smolensk en otra exitosa operación de pinza tomando alrededor de 300.000 prisioneros.
Hitler ordenó al Grupo de Ejércitos Centro destacar el 2.º Grupo Panzer, virar hacia el sur hacia Kiev para formar el norte de la pinza en Kiev. El 2.º Ejército Panzer de Guderian y el 1.º Ejército Panzer de Kleist cerraron una pinza alrededor de Kiev para atrapar a 665.000 prisioneros soviéticos. Tras concluir el cerco en Kiev, los alemanes planificaron atacar Moscú con los tres ejércitos Panzer desde diferentes direcciones.  
El 4.º Ejército Panzer en el Norte en torno a Leningrado atacaría hacia el sur. El 3.º Ejército Panzer de Hoth atacaría hacia el este hacia Moscú, mientras el 2.º Ejército Panzer giraría hacia el noroeste y atacaría Moscú desde el sur. Las fuerzas de Guderian intentaron rodear el 50.º Ejército soviético, que defendía con éxito Tula. Después de intentos fracasados de capturar Tula, el alto mando ordenó a Guderian eludir Tula el 18 de noviembre y que se dirigiera a la ciudad vital de Kashira. El ataque más lejano fue detenido cerca de Kashira por el 1.º Cuerpo de Caballería de la Guarida, la 173ª División de Rifles, y otras unidades que resistieron el ataque central del Ejército de Guderian.
Las divisiones del Grupo habían sufrido un fuerte desgaste desde el inicio de la invasión y experimentaban escasez de combustible y munición debido al fallo logístico. Para noviembre, la situación del Grupo Panzer de Guderian era grave. Sin embargo, Guderian esperaba que la resistencia del Ejército Rojo colapsaría y, conducido por la mentalidad militar Nacional Socialista, incluida la idea de que la "voluntad" era clave para el éxito, continuó dirigiendo sus fuerzas hacia el ataque.
Para principios de diciembre, el avance final sobre Moscú fracasó ante el endurecimiento de la resistencia soviética y debido a la escasez en hombres y equipos. Hasta la contraofensiva soviética, los alemanes disfrutaron del completo dominio de los cielos y en ventaja numérica en el poder material y humano durante la batalla de Moscú. Los masivos e inesperados contraataques del 1.º Cuerpo de Caballería de la Guardia, el 50.º Ejército, el 10.º Ejército y partes del 49.º Ejército expulsaron a los alemanes lejos de la capital, resultando en que Hitler apartara a Heinz Guderian. Después de la batalla nunca más alcanzaría la altura y popularidad con Hitler ni comandaría una parte significativa de las fuerzas alemanas.
En agosto de 1943, el 2.º Ejército Panzer fue transferido a la ocupada Yugoslavia, donde fue incorporado al Grupo de Ejércitos F y estuvo involucrado en operaciones antipartisanas contra chétniks de Draža Mihailović y partisanos yugoslavos comunistas de Josip Broz Tito. A pesar de participar en varias operaciones destinadas a aplastar el movimiento partisano, particularmente los comunistas, no se consiguió una victoria clara. De hecho, el movimiento partisano creció en tamaño y equipos, particularmente después de la caída de la Italia fascista en el golpe del 25 de julio de 1943 que llevó a la deserción y rendición masiva de unidades italianas estacionadas en las ocupadas Bosnia y Montenegro.
A lo largo de 1943-44, el 2.º Ejército Panzer fue progresivamente despojado de sus blindados pesados destinados para la guerra en el frente oriental, y se convirtió principalmente en una fuerza de infantería motorizada. Obtuvo el apoyo Alpino especializado de unidades como los Brandenburgers y la 7.º División SS de Voluntarios de Montaña Prinz Eugen. Sin embargo, la endémica guerra de guerrillas tuvo un alto costo para la 2.º Ejército Panzer, y solo unos meses después de que la incursión del Drvar (Operación Rösselsprung) fracasara en asesinar a los líderes comunistas partisanos en un asalto aéreo, el 2.º Ejército Panzer y todo el Grupo de Ejércitos F fueron expulsados de Belgrado en una operación conjunta de Partisanos y el Ejército Rojo durante la ofensiva de Belgrado. El 2.º Ejército Panzer terminó la guerra en desorden en la moderna Austria.

## Crímenes de guerra
Como todos los ejércitos alemanes en el frente oriente, el 2.º Grupo Panzer implementó la criminal Orden de los Comisarios durante la Operación Barbarroja. En septiembre de 1942, el 2.º Ejército Panzer tomó parte en crímenes de guerra mientras conducía operaciones antiguerrilleras en la Unión Soviética. Estas operaciones mataron al menos a mil personas, arrasaron pueblos enteros, y deportaron a más de 18.000 personas. Durante estas operaciones, judíos y partisanos sospechosos fueron asesinados siendo obligados a arrastrar arados en campos minados.
En agosto de 1943, el cuartel general del ejército quedó subordinado al Grupo de Ejércitos F y transferido a los Balcanes para operaciones antipartisanas. El ejército se convirtió principalmente en una formación de infantería en este punto y se vio comprometido en operaciones antipartisanas, y el personal fue acusado en la postguerra de múltiples atrocidades contra civiles y partisanos.
Después de que la ofensiva de Belgrado tomara los cuarteles generales del ejército, unidades supervivientes del 2.º Ejército Panzer fueron por consiguiente transferidas a Hungría como parte del Grupo de Ejércitos Sur en enero de 1945, retrasando la ofensiva soviética en Austria. El 2.º Ejército Panzer participó en la batalla de los montes Transdanubianos en marzo de 1945 antes de rendirse al final de la guerra tanto a fuerzas soviéticas como anglo-estadounidenses.

## Comandantes
| N.º | Retrato | Comandante                                               | Desde                   | Hasta                   |
| --- | ------- | -------------------------------------------------------- | ----------------------- | ----------------------- |
| 1   |         | Generaloberst Heinz Wilhelm Guderian (1888-1954)         | 5 de junio de 1940      | 25 de diciembre de 1941 |
| 2   |         | Generaloberst Rudolf Schmidt (1886-1957)                 | 25 de diciembre de 1941 | 10 de abril de 1943     |
| 3   |         | General der Infanterie Heinrich Clößner (1888-1976)      | 11 de abril de 1943     | 3 de agosto de 1943     |
| 4   |         | Generalfeldmarschall Walter Model (1891-1945)            | 6 de agosto de 1943     | 14 de agosto de 1943    |
| 5   |         | Generaloberst Lothar Rendulic (1887-1971)                | 14 de agosto de 1943    | 24 de junio de 1944     |
| 6   |         | General der Infanterie Franz Böhme (1885-1947)           | 24 de junio de 1944     | 17 de julio de 1944     |
| 7   |         | General der Artillerie Maximilian de Angelis (1889-1974) | 18 de julio de 1944     | 8 de mayo de 1945       |

## Orden de batalla

### 1 de julio de 1941
- XXXXVI Cuerpo Motorizado
- XXXXVII Cuerpo Motorizado
- XXIV Cuerpo Motorizado
- 1.ª División de Caballería
- 10.ª División de Infantería Motorizado

### 2 de octubre de 1941
- XXXXVIII Cuerpo Motorizado
- XXIV Cuerpo Motorizado
- XXXXVII Cuerpo Motorizado
- XXXV Cuerpo para fines especiales
- XXXIV Cuerpo para fines especiales

### 10 de marzo de 1942
- XXIV Cuerpo Motorizado
- XXXXVII Cuerpo Motorizado
- LIII Cuerpo
- XXXV Cuerpo

### 1 de diciembre de 1942
- XXXXVII Cuerpo Panzer
- LIII Cuerpo
- XXXV Cuerpo
- 707.ª División de Infantería

### 5 de septiembre de 1943
- LXIX Cuerpo de reserva
- XXI Cuerpo de Montaña
- XV Cuerpo de Montaña
- III SS Cuerpo
- 11° SS Volunteer Panzergrenadier Division Nordland

### 15 de abril de 1944
- XXI Cuerpo de Montaña
- V SS Cuerpo de Montaña
- XV Cuerpo de Montaña
- I Cuerpo
- División Brandenburg
- 1° División de Caballería de cosacos

### 15 de noviembre de 1944
- LXIX Cuerpo
- IX SS Cuerpo de Montaña
- XV Cuerpo de Montaña
- V SS Cuerpo de Montaña
- LXVIII Cuerpo

### 7 de mayo de 1945
- I Cuerpo de Caballería
- XXII Cuerpo
- LXVIII Cuerpo